# CS International Genève
Le CS International Genève est un club de football de la ville de Genève en Suisse.
Le CS International Genève regroupe essentiellement des employés des Organisations Internationales sises à Genève.
Sa section de vétérans s’est illustrée en détenant la Coupe de suisse des vétérans durant plusieurs années.
Il a disparu en 1973 pour former le CS Interstar Genève, à la suite de la fusion avec le FC Star Sécheron.

## Anciens joueurs
- Roger Bocquet
- André Grobéty
- Marcel Mauron

## Parcours
- 1944 - 1948 : Championnat de Suisse D2

## Palmarès
- 1945 : Demi-finaliste de la Coupe de Suisse
- 1952 : Demi-finaliste de la Coupe de Suisse